# Aldyminy

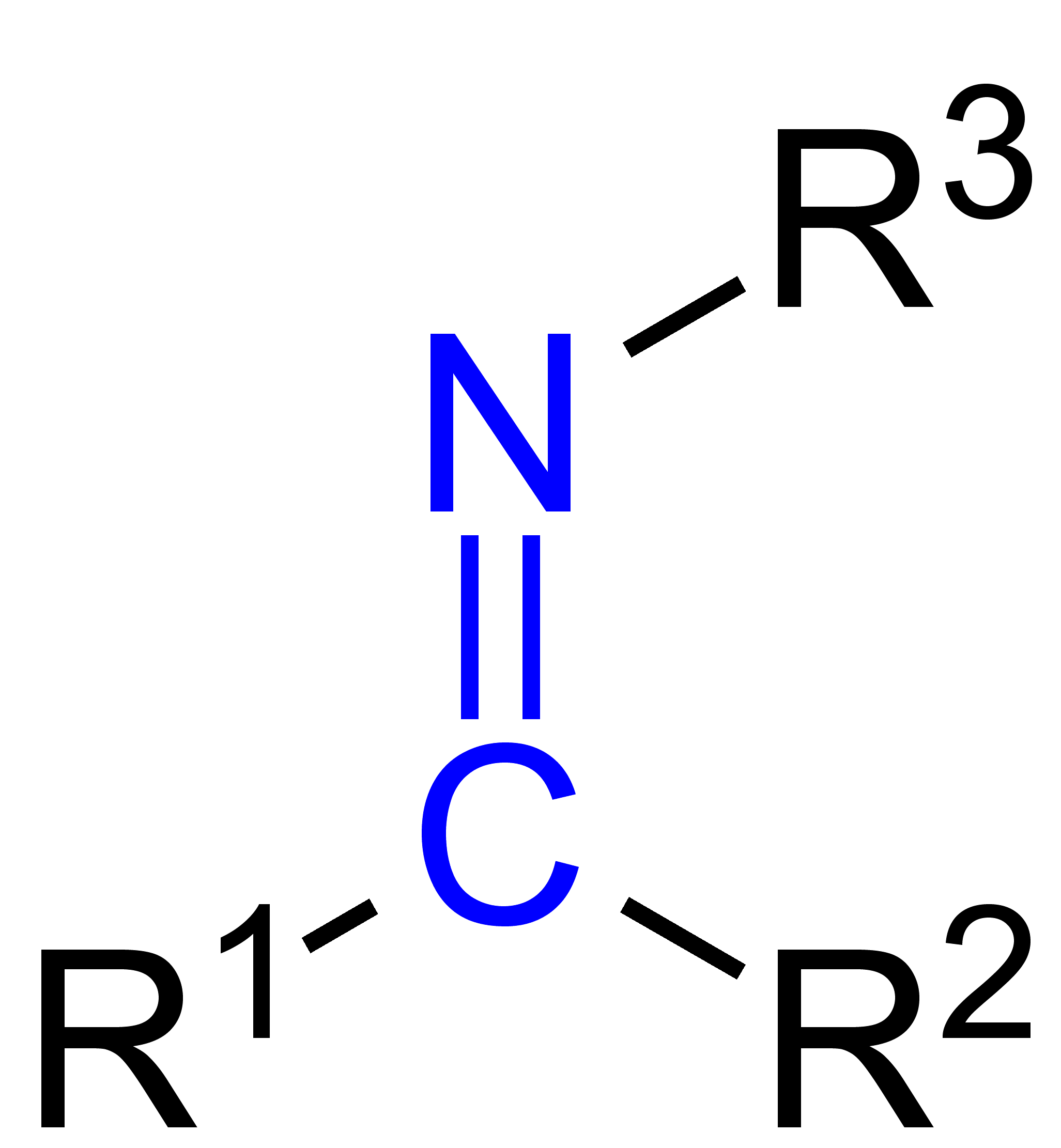
Ogólna struktura aldymin (R^{2} = H)

Aldyminy – grupa organicznych związków chemicznych będących iminami o wzorze ogólnym R1CH=N−R3, a więc analogami aldehydów. W zależności od podstawnika przy atomie azotu (R3) wyróżnia się:
- aldyminy pierwszorzędowe – gdy podstawnikiem jest atom wodoru (R1CH=NH)
- aldyminy drugorzędowe – gdy podstawnikiem jest inna grupa funkcyjna

Aldyminy zawierające podstawnik alkilowy lub arylowy w tym miejscu nazywane są zasadami Schiffa.
Iminy o wzorze ogólnym R1R2C=N−R3 (R2 ≠ H) nazywane są ketiminami.